# Cambiac
Cambiac település Franciaországban, Haute-Garonne megyében. Lakosainak száma 228 fő (2022. január 1.). Cambiac Auriac-sur-Vendinelle, Beauville, Caraman és Maurens községekkel határos.

## Népesség
A település népességének változása:
| Lakosok száma | 139  | 149  | 188  | 173  | 217  | 214  | 215  | 220  | 227  | 228  |
|               | 1968 | 1982 | 1990 | 2006 | 2013 | 2015 | 2017 | 2019 | 2020 | 2022 |